# کریس فینگن
کریس فینگن (انگلیسی: Chris Finnegan; ۵ ژوئن ۱۹۴۴ – ۲ مارس ۲۰۰۹) بوکسور اهل بریتانیا بود.